# Glen Denham
Glen Ivan Denham (Dunedin, 22 marzo 1966) è un ex cestista neozelandese.

## Carriera
Con la Nuova Zelanda ha disputato i Campionati mondiali del 1986.